# Mersa metochia
Mersa metochia is een vlinder uit de familie van de bladrollers (Tortricidae). De wetenschappelijke naam van de soort is voor het eerst geldig gepubliceerd in 2013 door Józef Razowski.

## Type
- holotype: "male. VIII.-IX.1987. genitalia slide 33344. Operation Raleigh. J.D. Holloway, D.T. Jones et al."
- instituut: BMNH, Londen, Engeland
- typelocatie: "Indonesia, Seram, Gunung Kobipoto, summit ridge, 1470 m, Lower montane forest"